# Mays Landing
Mays Landing é uma Região censo-designada localizada no estado americano de Nova Jérsei, no Condado de Atlantic.

## Demografia
Segundo o censo americano de 2000, a sua população era de 2321 habitantes.

## Geografia
De acordo com o United States Census Bureau tem uma área de 5,0 km², dos quais 4,4 km² cobertos por terra e 0,6 km² cobertos por água. Mays Landing localiza-se a aproximadamente 7 m acima do nível do mar.

## Localidades na vizinhança
O diagrama seguinte representa as localidades num raio de 20 km ao redor de Mays Landing.